# Σ迁移反应

σ迁移反应（Sigmatropic reaction）是反应物一个σ键沿着共轭体系从一个位置转移到另一个位置的一类周环反应。通常反应是分子内的，同时伴随有π键的转移，但底物总的π键和σ键数保持不变。一般情况下σ迁移反应不需催化剂，但少数反应会受到路易斯酸的催化。
σ迁移反应符合分子轨道对称守恒原理，是协同反应的一种，也就是说原有σ键的断裂，新σ键的生成，以及π键的转移都是经过环状过渡态协同一步完成的。以Cope重排反应为例：

## 命名
σ迁移反应的命名方法，是先将迁移前的σ键的两个原子均定为1号，从其两端分别开始编号，把新生成的σ键所连接的两个原子的编号i、j放在方括号内，记为{\displaystyle [i,j]\sigma \,}迁移。习惯上{\displaystyle [i]\leq [j]\,}。因此，上面图示的反应是一个{\displaystyle [3,3]\sigma \,}迁移反应。也可以将迁移的取代基原子写在前面，写成诸如{\displaystyle H[1,5]\sigma \,}迁移反应的形式。
迁移后，如果新形成的σ键在π体系的同侧，称之为同面迁移；反之，则称为异面迁移。图示 （页面存档备份，存于）它们也可以写在标记中，同面以s表示，异面以a表示。下面的{\displaystyle H[1,5]\sigma \,}迁移反应对于氢原子和戊二烯基来说都是同面的，因此是一个{\displaystyle H[1s,5s]\sigma \,}迁移反应。
在{\displaystyle C[i,j]\sigma \,}迁移反应中，如果和迁移键相连的碳原子为手性碳，而且迁移后，该碳原子仍在键断裂处形成新键，称为构型保持；如果新键在原键断裂处的相反位置形成，则称为构型翻转。同芳香性可以在标记中用homo表示。

## 机理
以{\displaystyle [1,j]\sigma \,}为例。根据前线轨道理论，假定反应中发生迁移的σ键首先发生均裂，生成一个氢原子（或碳自由基）和一个奇数碳的共轭体系自由基，而反应的实质是氢原子（或碳自由基）在奇数碳的共轭体系自由基上发生的迁移。一般认为，反应中真正涉及到的是奇数碳共轭体系中含有单电子的前线轨道，它既是最高占有分子轨道（HOMO），也是最低未占有分子轨道（LUMO），而且反应的立体选择性也完全取决于该前线轨道的对称性。基态时，它是一个非键轨道，具有以下所示的分子轨道示意图，其中的数字与上面命名一节的数字含义吻合。
可以看出，该前线轨道中，所有偶数碳上的电子云密度都为零，而奇数碳上的电子云密度数值相等，波相交替变化。奇数碳又分为两种，一种为4n+1类型，另一种为4n-1类型；前者前线轨道具有镜面对称性，而后者具有镜面反对称性。激发态时，电子发生跃迁，因此这两种类型的镜面对称性发生转换，前者具镜面反对称性，后者具镜面对称性。
由于σ迁移反应是符合分子轨道对称守恒原理的反应，因此形成新的σ键时，必须发生的是同位相的重叠。以{\displaystyle H[1,j]\sigma \,}迁移为例，若它属于4n+1类型，则为了满足对称性的要求，基态时，单占轨道对镜面对称，只有同面迁移是允许的；激发态时，单占轨道对镜面反对称，只有异面迁移是允许的。对于4n-1类型则正好相反。如果迁移的原子是手性碳原子，那么在进行{\displaystyle [1,4n-1]\sigma \,}类型的迁移反应时，4n-1与1号原子的波相相反，因此只有用断键轨道的另一瓣（符号相反）与奇数碳共轭体系发生重叠。自然，新键在断键位置的相反方向形成，手性碳发生构型翻转。
{\displaystyle [i,j]\sigma \,}迁移反应也可以用类似的方法来分析。迁移的σ键发生均裂后，形成两个奇数碳共轭体系自由基，σ迁移反应中起决定作用的是它们两个的单占前线轨道。σ迁移反应具有以下选择性规则：
| 参加环型过渡态的π电子数{\displaystyle (1+j)\,}或{\displaystyle (i+j)\,} | 参加环型过渡态的π电子数{\displaystyle (1+j)\,}或{\displaystyle (i+j)\,} | 参加环型过渡态的π电子数{\displaystyle (1+j)\,}或{\displaystyle (i+j)\,} | 参加环型过渡态的π电子数{\displaystyle (1+j)\,}或{\displaystyle (i+j)\,} | 4n+2 | 4n+2 | 4n   | 4n   |
| ----------------------------------------------------------------------- | ----------------------------------------------------------------------- | ----------------------------------------------------------------------- | ----------------------------------------------------------------------- | ---- | ---- | ---- | ---- |
| 反应分类                                                                |                                                                         |                                                                         |                                                                         |      |      |      |      |
| {\displaystyle H[1,j]\sigma \,}迁移                                     | {\displaystyle C[1,j]\sigma \,}迁移                                     | {\displaystyle C[1,j]\sigma \,}迁移                                     | {\displaystyle C[i,j]\sigma \,}迁移                                     |      |      |      |      |
| {\displaystyle H[1,j]\sigma \,}迁移                                     | 构型保持                                                                | 构型翻转                                                                | {\displaystyle C[i,j]\sigma \,}迁移                                     |      |      |      |      |
| 同面迁移                                                                | 同面迁移                                                                | 异面迁移                                                                | 同面-同面迁移 异面-异面迁移                                             | Δ    | hν   | Δ    | hν   |
| 同面迁移                                                                | 同面迁移                                                                | 异面迁移                                                                | 同面-同面迁移 异面-异面迁移                                             | 允许 | 禁阻 | 禁阻 | 允许 |
| 异面迁移                                                                | 异面迁移                                                                | 同面迁移                                                                | 同面-异面迁移                                                           | Δ    | hν   | Δ    | hν   |
| 异面迁移                                                                | 异面迁移                                                                | 同面迁移                                                                | 同面-异面迁移                                                           | 禁阻 | 允许 | 允许 | 禁阻 |
| 注：“允许”指“对称性允许”，“禁阻”指“对称性禁阻”。                        |                                                                         |                                                                         |                                                                         |      |      |      |      |

## 例子
最常见的σ迁移反应有[3,3]σ迁移反应和[2,3]σ迁移反应两种，前者包括Cope重排反应、Claisen重排反应、Carroll重排反应以及Fischer吲哚合成，后者包括Gassman吲哚合成以及一大类含有杂原子迁移的反应。按迁移原子来分，则σ迁移反应常见的两类是“甲基转位”和“负氢转位”反应。
下面图中是维生素D3生物合成的最后几步反应。首先是7-脱氢胆固醇受光照发生逆电环化反应，生成含有1,3,5-己三烯结构的前维生素D3。而后前维生素D3在加热情况下，发生一个{\displaystyle H[1,7]\sigma \,}迁移反应，得到维生素D3。